# (300217) 2006 WK182
(300217) 2006 WK182 es un asteroide perteneciente al cinturón de asteroides, región del sistema solar que se encuentra entre las órbitas de Marte y Júpiter, más concretamente a la familia de 1999XM196, descubierto el 24 de noviembre de 2006 por el equipo del Mount Lemmon Survey desde el Observatorio del Monte Lemmon, Arizona, Estados Unidos.

## Designación y nombre
Designado provisionalmente como 2006 WK182. 

## Características orbitales
2006 WK182 está situado a una distancia media del Sol de 3,147 ua, pudiendo alejarse hasta 3,481 ua y acercarse hasta 2,812 ua. Su excentricidad es 0,106 y la inclinación orbital 11,45 grados. Emplea 2039,18 días en completar una órbita alrededor del Sol.

## Características físicas
La magnitud absoluta de 2006 WK182 es 15,6. 